# The Bad News Bears
The Bad News Bears es una película estadounidense estrenada en 1976. Fue dirigida por Michael Ritchie y protagonizada por Walter Matthau y Tatum O'Neal. Fue procedida por otras dos películas, tituladas The Bad News Bears in Breaking Training (1977) y The Bad News Bears Go to Japan (1978).

## Trama
En 1976, Morris Buttermaker, un limpiador de piscinas alcohólico y ex lanzador de béisbol de ligas menores , es reclutado para entrenar a "los Bears", un equipo de expansión de la liga juvenil de béisbol de jugadores inadaptados en el sur de California, formado como un acuerdo a una demanda entablada contra la liga por excluir a dichos jugadores de otros equipos. Rechazados por los equipos más competitivos (y padres y entrenadores competitivos), los Bears son considerados perdedores y el equipo menos talentoso de la liga. Buttermaker pierde el juego de apertura después de que el equipo permite 26 carreras sin registrar un out.
Con todo el equipo queriendo renunciar debido a la humillación de su primera derrota, Buttermaker recluta a dos prospectos poco probables: la joven de lengua afilada Amanda Wurlitzer, una hábil lanzadora (entrenada por Buttermaker cuando era más joven) y la hija de 11 años de una de las exnovias de Buttermaker; y Kelly Leak, el alborotador local, fumador de cigarrillos, usurero, que monta en Harley-Davidson, quien también es el mejor atleta de la zona, pero ha sido excluido de jugar en el pasado por los oficiales de la liga. Ahora con Amanda y Kelly, el equipo comienza a ganar más confianza y los Bears comienzan a ganar juegos. La trama secundaria revela la relación tensa entre Buttermaker y Amanda a medida que el equipo mejora.
Finalmente, los Bears llegan al juego de campeonato frente a los Yankees de primera categoría, quienes son entrenados por el agresivo y competitivo Roy Turner. A medida que avanza el juego, aumentan las tensiones entre los equipos y los entrenadores, ya que Buttermaker y Turner se comportan despiadadamente entre sí y con los jugadores para ganar el juego. Cuando Turner golpea a su hijo, el lanzador, por no seguir una orden de caminar intencionalmente a un jugador de los Bears, Buttermaker se da cuenta de que él también ha puesto demasiado énfasis en ganar y pone sus calentadores de banco al campo para permitir que todos jueguen. A pesar del movimiento de Buttermaker, los Bears casi ganan el juego. Buttermaker le da al equipo cerveza que se rocían entre sí con una celebración de campo como si hubieran ganado.

## Reparto
Tenga en cuenta que los más facturados, que se muestran en los créditos iniciales, fueron Matthau, O'Neal y Morrow.

### Adultos
- Walter Matthau como Morris Buttermaker, entrenador de los Bears: un ex lanzador de béisbol profesional borracho, ruidoso y limpiador de piscinas a tiempo parcial, que conduce un Cadillac convertible azul en muy mal estado
- Vic Morrow como Roy Turner, entrenador de los Yankees que es competitivo y agresivo
- Joyce Van Patten como Cleveland, mánager de la liga que favorece a Roy y a los Yankees
- Ben Piazza como Bob Whitewood, concejal y abogado que demandó a la liga para permitir que los Bears (en particular, su hijo) jueguen y que convence (y paga) a Buttermaker para que entrene al equipo.

### Niños
- Tatum O'Neal como Amanda Wurlitzer, la lanzadora estrella de 11 años de los Bears que se siente insegura acerca de su imagen de marimacho . Buttermaker la recluta para ayudar al equipo a comenzar a ganar. Ella es sensata y una gran lanzadora a quien le enseñó Buttermaker cuando era joven. Los chicos se vuelven muy protectores con ella, y se pelean con sus rivales durante el juego del campeonato cuando Amanda recibe una patada en el pecho. Su madre es la exnovia de Buttermaker y ella lo ve como una figura paterna. Amanda y Tanner se enfrentan mucho, pero se respetan. Ella también está secretamente enamorada de Kelly.
- Jackie Earle Haley como Kelly Leak, el alborotador local que fuma y conduce una mini motocicleta Harley-Davidson. Kelly también es el mejor atleta del vecindario. Al principio, no quiere unirse cuando Amanda intenta reclutarlo, pero cambia de opinión cuando el entrenador Turner lo amenaza. Alterna entre el jardín izquierdo y el jardín central y está enamorado de Amanda. Después de unirse al equipo, forma amistades cercanas con Tanner, Ahmad y Ogilvie.
- Alfred W. Lutter como Alfred Ogilvie, un ratón de biblioteca que memoriza estadísticas de béisbol. Es sobre todo un entusiasta del banco que ayuda a Buttermaker con la estrategia defensiva. Un jardinero suplente / primera base, pero reacio a jugar porque siente que es uno de los jugadores menos hábiles del equipo.
- David Stambaugh como Toby Whitewood, un chico modesto que juega en la primera base. Conoce la personalidad de los demás jugadores, es inteligente y bien hablado, y en ocasiones habla en nombre del equipo. Es hijo del concejal Bob Whitewood, quien pagó en secreto a Buttermaker para que entrenara al equipo.
- Chris Barnes como Tanner Boyle, el campocorto de mal genio con un complejo de Napoleón ; después de sufrir una pérdida horrible en su primer juego, se pelea con todo el séptimo grado de la escuela secundaria de varones (y pierde). Tiende a maldecir más que a los demás, e inicialmente insulta y acosa a Timmy antes de darse cuenta de que no está tratando a Timmy mejor que a los niños de su equipo rival y se vuelve protector con él, lo que lleva a una amistad poco probable entre ellos. También es amigo cercano de Ahmad.
- Erin Blunt como Ahmad Abdul-Rahim, un niño musulmán negro que juega en los jardines, es del agrado de todos en el equipo y adora a Hank Aaron ; Ahmad se quita el uniforme avergonzado después de cometer varios errores en el primer juego de los Bears, pero Buttermaker lo convence de regresar al equipo y lo usa para tocar en los juegos debido a su velocidad. Se muestra que es un amigo cercano de Tanner.
- Gary Lee Cavagnaro como Mike Engelberg, un niño con sobrepeso que juega al receptor ; un gran bateador, con frecuencia se burla de Tanner por su tamaño. Rompe el parabrisas de Buttermaker con una pelota de béisbol en la primera práctica. Tiene una profunda rivalidad con el lanzador de los Yankees Joey, lo que hace que se insulten entre sí.
- Jaime Escobedo como José Aguilar, el hermano mayor de Miguel que juega en la segunda base; no habla inglés.
- Scott Firestone como Regi Tower, un antesalista pelirrojo bastante tranquilo cuyo padre asiste vocalmente a prácticas y juegos. También juega primera base.
- George Gonzales como Miguel Aguilar, el hermano menor de José; principalmente juega en el jardín derecho. Él no habla inglés. Es tan pequeño que la zona de strike es prácticamente inexistente.
- Brett Marx como Jimmy Feldman, un tercera base bastante tranquilo con cabello rubio rizado.
- David Pollock como Rudi Stein, un lanzador de relevo nervioso con anteojos que es un bateador terrible; a veces el entrenador Buttermaker le pide que sea golpeado intencionalmente por lanzamientos para llegar a la base. También es jardinero suplente.
- Quinn Smith como Timmy Lupus, inicialmente descrito por Tanner como un "idiota devorador de mocos", juega en el jardín derecho y es considerado el peor jugador del equipo, si no de toda la liga, pero sorprende a todos en el juego de campeonato al haciendo una jugada clave para mantener a los Bears en el juego. Es el jugador más tranquilo y tímido, pero muestra la extraña habilidad de preparar adecuadamente un martini para el entrenador Buttermaker mientras el equipo estaba ayudando al entrenador con la limpieza de la piscina.
- David Stambaugh como Toby Whitewood
- Brandon Cruz como Joey Turner, el lanzador estrella de los Yankees. Hijo del entrenador Roy Turner. Tiene una rivalidad con Engelberg y regularmente intimida a Tanner y Timmy. Le permite a Engelberg un jonrón dentro del parque, luego abandona el equipo después de que Roy lo abofetee enojado por casi derrotar a Engelberg.

## Producción
The Bad News Bears se filmó en Los Ángeles y sus alrededores , principalmente en el Valle de San Fernando. El campo donde jugaron está en Mason Park en Mason Avenue en Chatsworth . En la película, los Bears fueron patrocinados por una empresa local real, "Chico's Bail Bonds". Una escena se filmó en la sala del consejo del Ayuntamiento de Los Ángeles.
Matthau recibió $ 750,000 más más del 10% de los alquileres de las salas. Tatum O'Neal recibió $ 350,000 más un porcentaje de las ganancias. Posteriormente se estimó en 1,9 millones de dólares.

## Recepción
Rotten Tomatoes le da a la película un puntaje del 97% basado en críticas de 30 críticos y una calificación promedio de 7.6 / 10. El consenso crítico del sitio dice: " The Bad News Bears es grosero, profano y cínico, pero está lleno de humor honesto y no forzado, y se mantiene unido por una actuación hábil y discreta de Walter Matthau".
En su reseña de 1976, el crítico Roger Ebert le dio a la película tres estrellas de cuatro y la llamó "una mirada implacable y mordaz a la competencia en la sociedad estadounidense". Gene Siskel premió a dos estrellas y media de cada cuatro, calificando a los personajes de la película como "más tipos que personas" y el diálogo de mala boca de los niños "exagerado", aunque encontró que la actuación de O'Neal "realmente conmovedora". Variety la calificó como "la película de comedia para niños y adultos más divertida desde 'Paper Moon' ", y elogió el "excelente" guion. Kevin Thomas de Los Angeles Times la declaró "la mejor comedia cinematográfica estadounidense del año hasta la fecha", y agregó: "Brillantes, belicosos y completamente realistas, como parecen ser la mayoría de los niños hoy en día, estos niños están dibujados con mucha precisión y se interpretan maravillosamente". Vincent Canby de The New York Times encontró la película sólo "ocasionalmente divertida", pero elogió al guionista Bill Lancaster por "el talento y la disciplina para contar la historia de 'The Bad News Bears' casi completamente en términos de lo que sucede en el béisbol. diamante o en el banquillo ". Gary Arnold de The Washington Post lo elogió como "un entretenimiento animado y espontáneamente divertido" que "Tom Milne de The Monthly Film Bulletin lo calificó de "milagrosamente divertido y completamente delicioso".

### Premios
Walter Matthau fue nominado a un premio BAFTA a la Mejor Actuación de un Actor en una Comedia. El guion de Bill Lancaster, hijo del actor Burt Lancaster, fue ganador de un premio del Writers Guild of America.
Saturday Night Live hizo una parodia de la película con Matthau como presentador invitado llamado The Bad News Bees con John Belushi, Dan Aykroyd y el resto en sus trajes de abeja recurrentes para lo que sería su última vez. Esta masturbación sutilmente referenciada a la que se aludía como "zumbido".
| American Film Institute             | American Film Institute     |
| ----------------------------------- | --------------------------- |
| AFI's 100 años... 100 sonrisas      | Nominado                    |
| AFI's 10 Top 10                     | Película deportiva nominada |
| AFI's 100 años... 100 inspiraciones | Nominated                   |